# 브뤼닉선
브뤼닉선(Brünig railway line, 독일어: Brünigbahn 브뤼닉반[*])은 스위스 중부의 루체른과 베르너 오버란트의 인터라켄을 연결하는 스위스 협궤 철도 노선이다. 이 노선은 알프나흐슈타트, 기스빌, 마이링엔과 브리엔츠를 거쳐 브뤼닉 고개를 통과하여 경사도를 극복하기 위해 랙 철도 섹션을 사용하지만, 대부분의 노선은 일반적인 접착 방법으로 운영된다.
이 노선의 길이는 74km이다. 1888년에서 1916년 사이에 단계적으로 개통되었으며, 1903년에서 2004년 사이에는 스위스 연방 철도의 유일한 협궤 노선이었다. 오늘날 이 노선은 루체른-슈탄스-엥겔베르크선과 함께 첸트랄반 회사의 일부를 형성한다. 이 노선은 인터라켄과 마이링엔 사이의 일반(non-rack) 레기오 열차와 루체른과 기스빌 사이의 루체른 S-반 열차와 함께 전체 노선을 운행하는 인터레기오 열차에 의해 제공된다. 헤르기스빌과 루체른 사이의 구간은 루체른-슈탄스-엥겔베르크선과 공유된다.

## 역사

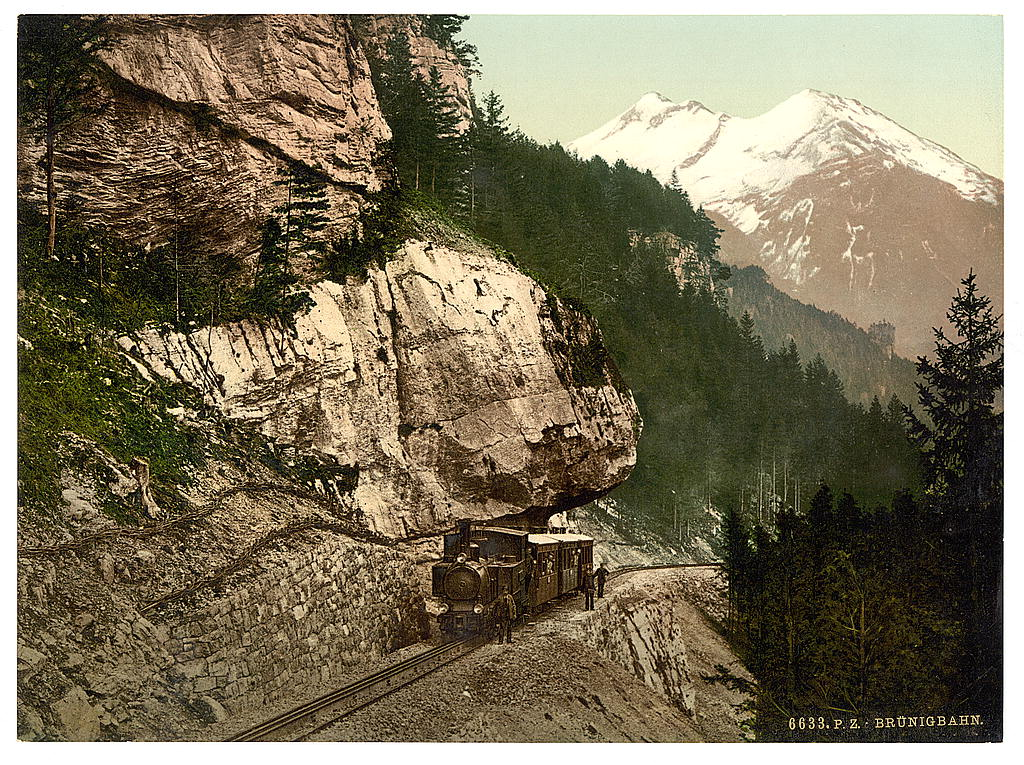
마이링엔에서 브뤼닉 고개로 가는 초기 기차

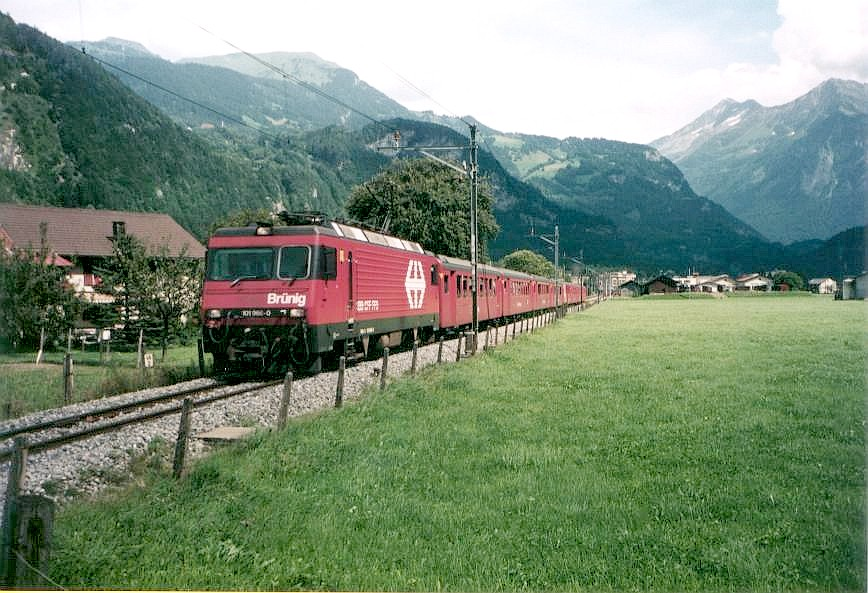
스위스 연방철도 소유 마이링엔 근처 열차

이 노선은 쥐라-베른-루체른 철도(JBL)에 의해 건설되었으며, 이 철도는 1888년에 브리엔츠에서 브뤼닉 고개를 넘어 알프나흐슈타트까지 이어지는 구간을 개통했다. 처음에는 브리엔츠 호수와 루체른 호수의 증기선과 연결되었지만, 1889년에 연장되었다. 알프나흐슈타트에서 루체른까지, 나머지 스위스 철도망으로 연결된다. 1891년 JBL은 쥐라-심플론 철도 (JS)의 일부가 되었다.
1903년에 JS는 스위스 연방 철도(SBB)의 일부가 되었다. 1916년에야 브리엔츠와 인터라켄 사이의 현재 노선의 마지막 구간이 개통되었다. 이를 통해 루체른에서 인터라켄까지 기차를 운행할 수 있었고 베른과 그 너머로 가는 기차와 쉽게 환승할 수 있었다.
이 노선은 가공 라인에서 공급되는 15kV 16.7Hz AC의 표준 스위스 본선 시스템을 사용하여 1941년과 1942년에 전철화되었다. 전철화로 인해 서비스가 크게 가속화되었으며, 일반적인 이동 시간은 3시간 이상에서 2시간으로 단축되었다.
1964년에 헤르기스빌에 루체른-슈탄스-엥겔베르크 철도 (LSE)와 교차점이 건설되었으며, 그날부터 LSE의 열차는 브뤼닉 선로를 사용하여 루체른역에 도달했다. 2004년 6월 30일, 스위스 연방평의회는 SBB에 브뤼닉 노선을 LSE가 설립한 첸트랄반 회사에 매각할 수 있는 권한을 부여했으며, 이 회사는 현재 두 철도를 모두 소유하고 있다. 인수는 2005년 1월 1일에 발효되었다.
2012년 말, 크린즈 마텐호프역과 루체른역으로 가는 접근로 사이에 새로운 터널이 개통되었다. 터널은 구불구불한 경로를 대체하여 여러 혼잡한 수평 교차로를 제고하고, 복선로를 제공할 수 있었다. 터널 내에 건설된 새로운 역인 루체른 알멘트/메세는 스위스포르아레나를 운행한다.

## 운행

### 노선

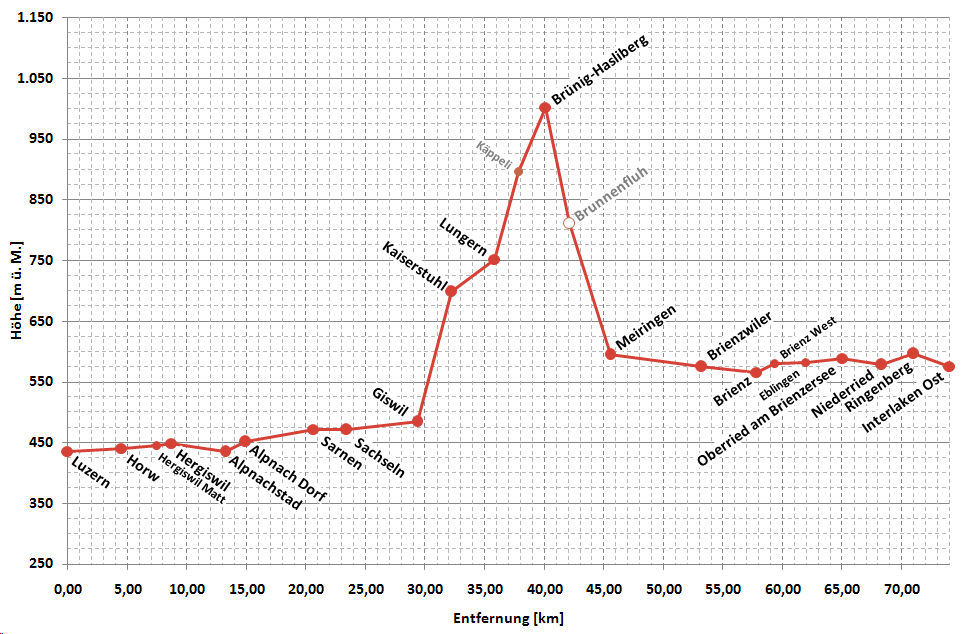
노선 경사도

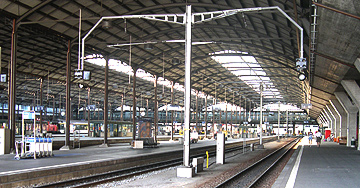
노선 출발점이 되는 루체른역의 브뤼닉선 터미널 승강장

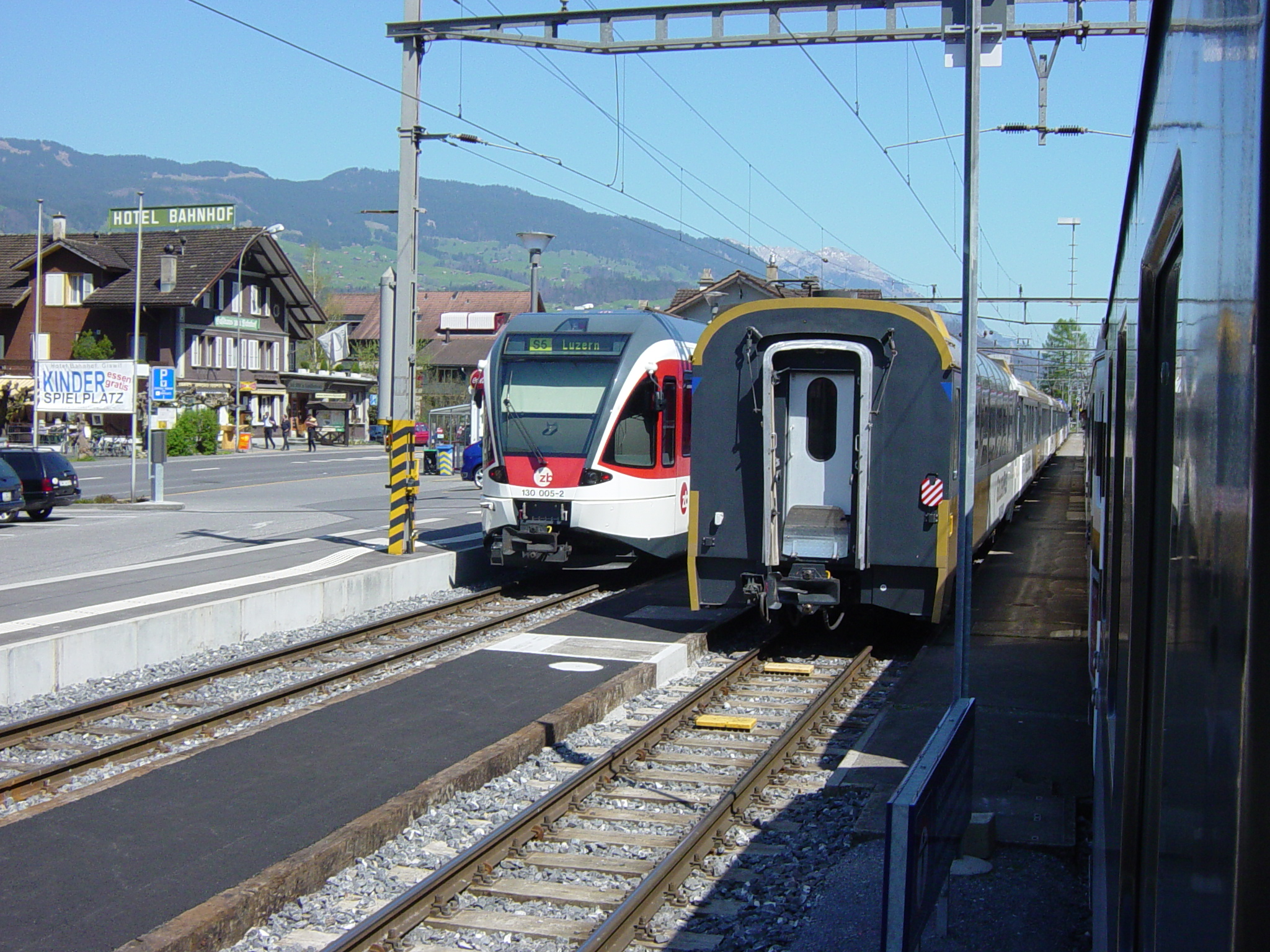
기스빌역은 루체른에서 출발하는 S-반 서비스의 종점

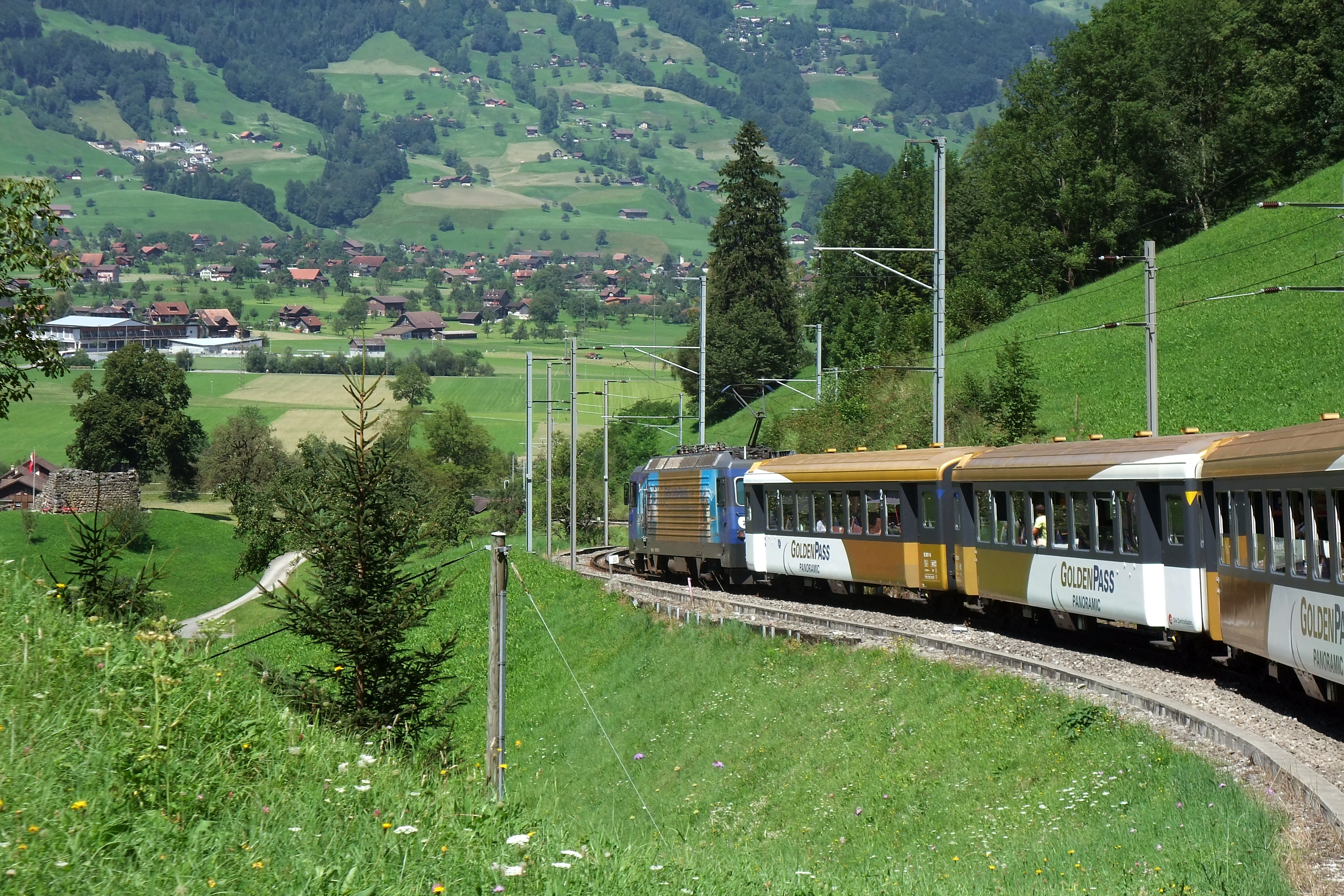
브뤼닉 고개에서 기스빌 행 렉 섹션으로 내려가는 골든패스선 기차

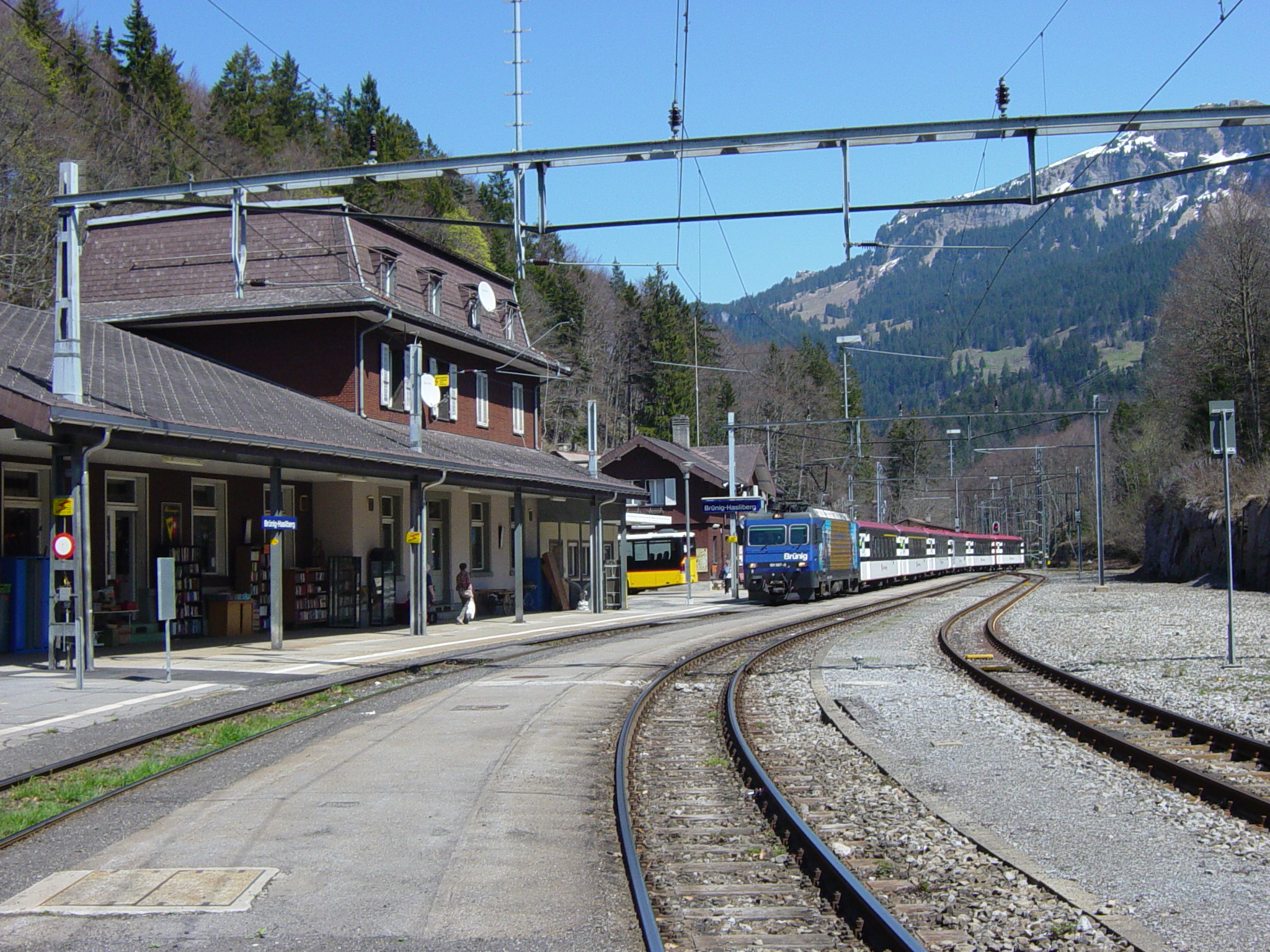
브뤼닉-하슬리베르크역은 노선의 정점으로 브뤼닉 고개에 있다

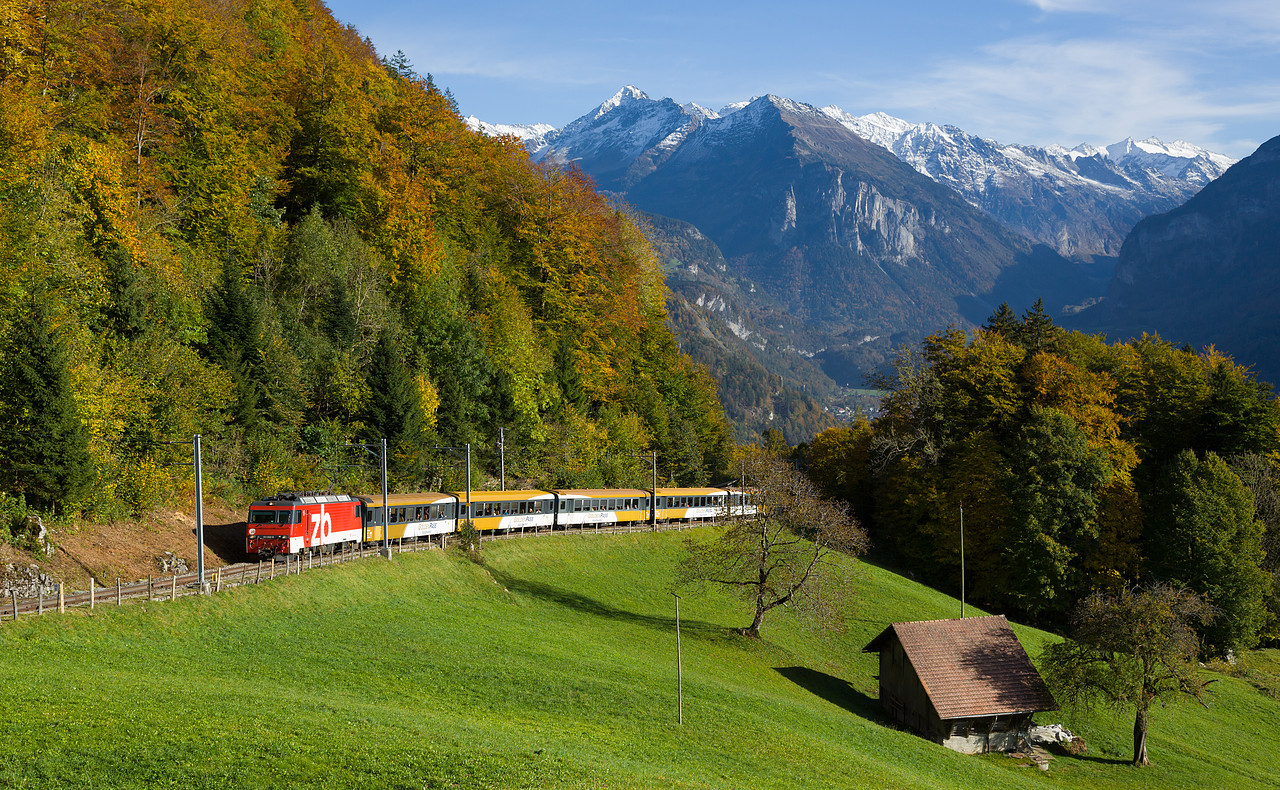
마이링엔에서 브뤼닉 고개로 가는 랙 지점을 오르는 기차

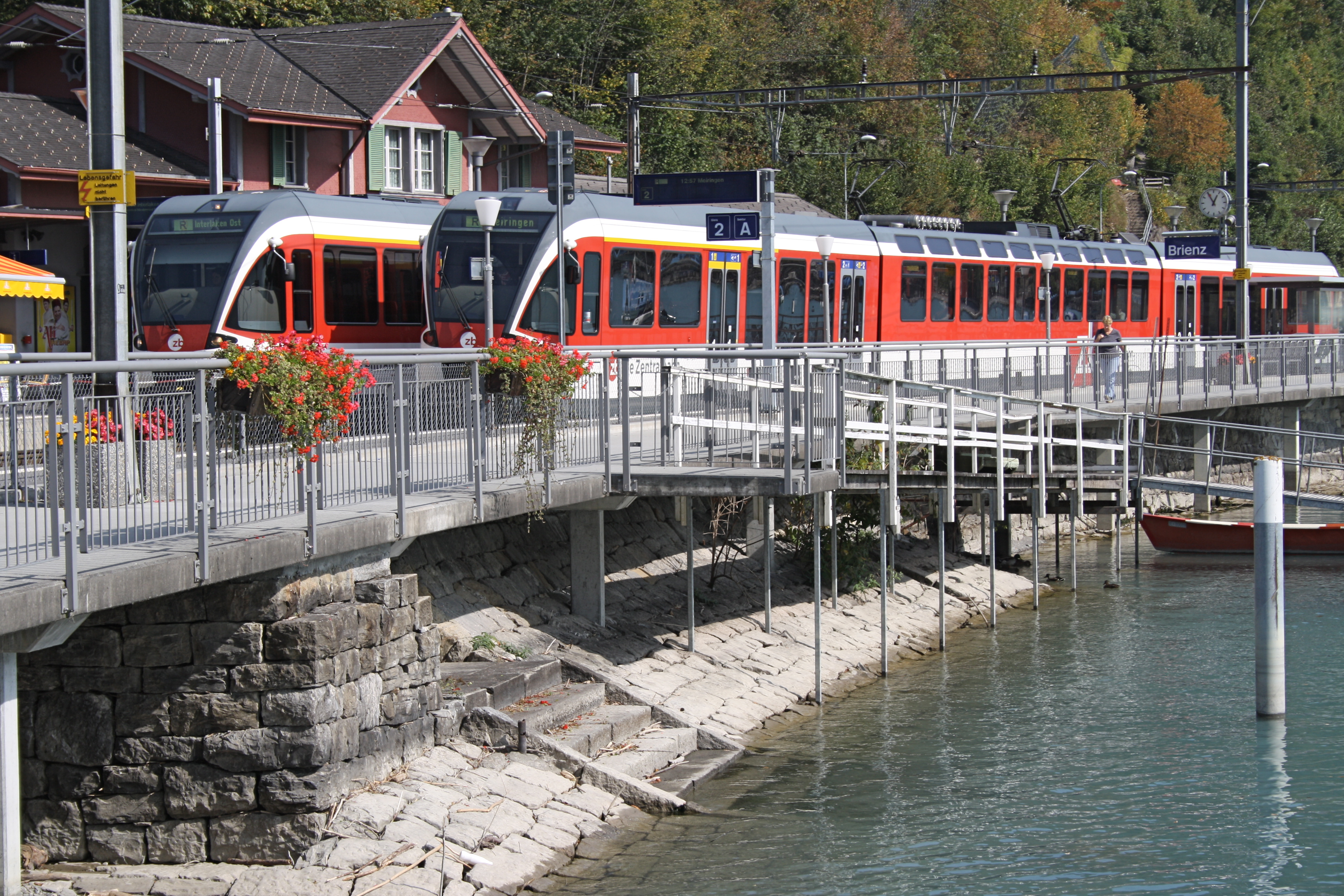
레기오 기차, Stadler SPATZ 유닛으로 구성, 브리엔츠를 지나가고 있다

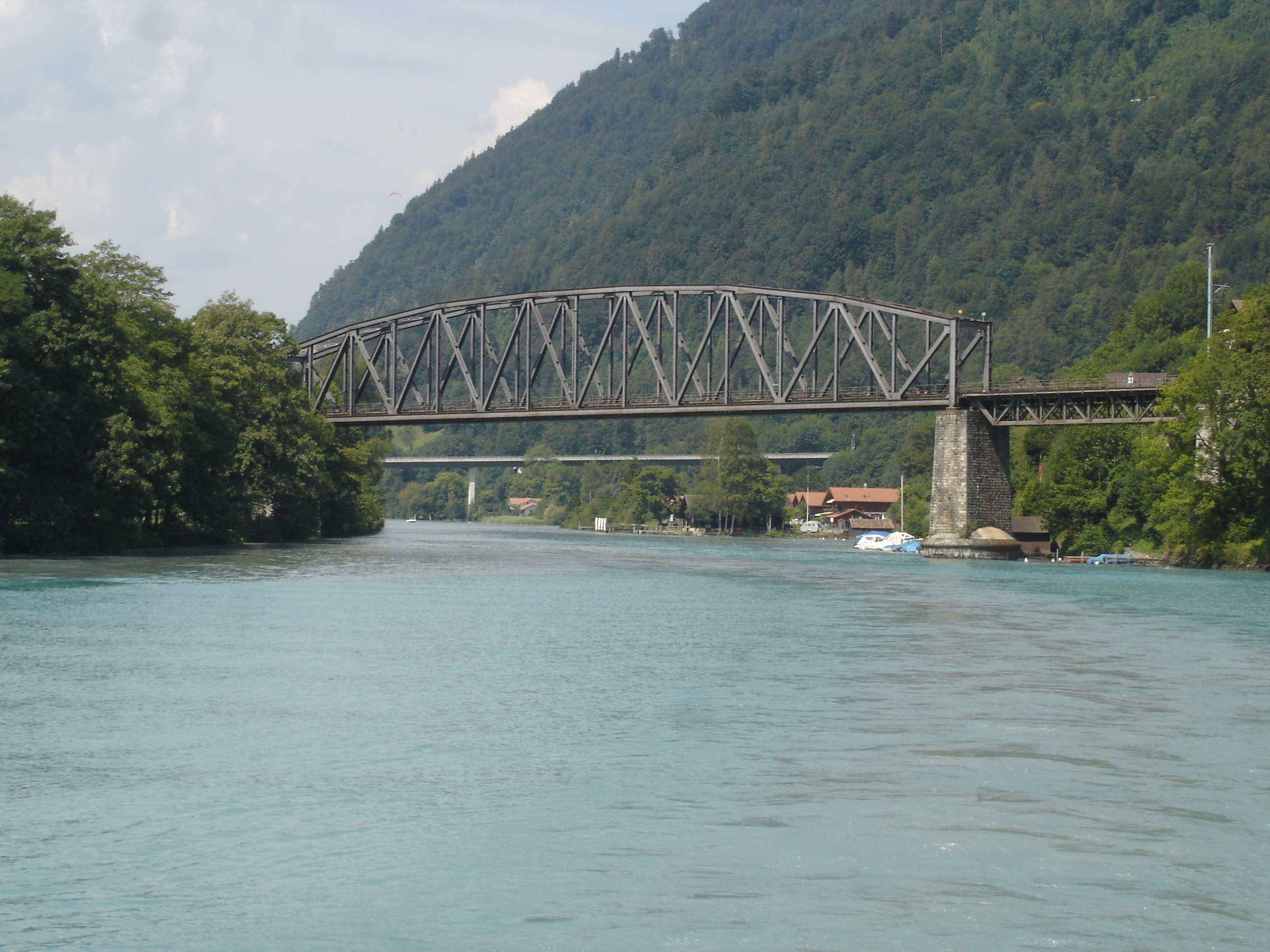
아레강을 넘어 인터라켄 동역으로 가는 다리

이 노선은 스위스의 주요 기차역 중 하나이며 스위스 연방 철도의 표준궤 노선과 공유되는 루체른역에서 시작된다. 미터궤 터미널 플랫폼과 노선의 첫 번째 구간은 루체른–슈탄스–엥겔베르크선의 열차와 공유된다. 역을 나온 직후, 노선은 크린즈 마텐호프역까지 루체른의 남쪽 교외 아래 터널로 들어간다. 여기에서 선은 표면을 따라 루체른-슈탄즈-엥겔베르크 노선이 분기하는 헤르기스빌까지 이어진다.
헤르기스빌역에서 브뤼닉선은 필라투스 산등성이 아래 로퍼 I 터널을 통과하여 필라투스 철도의 출발점인 알프나흐슈타트까지 이어진다. 두 노선은 궤간이 다르며 트랙 연결도 되지 않는다. 알프나흐슈타트역에서 브뤼닉선은 자르너 아강과 자르넨 호수를 따라 기스빌까지 이어진다. 기스빌역 너머에 있는 노선의 첫 번째 랙 구간에서는 라인이 카이저슈트흘역까지 올라갈 수 있다. 여기에서 자르너 아강의 상부 유역과 룽게른 호수를 따라 룽게른까지 흐른다. 이곳은 노선의 가장 가파른 접착 작업 구간이다.
룽게른역 이후 두 번째 랙 구간은 브뤼닉 고개의 브뤼닉-하슬리베르크 역에서 정상까지 노선을 들어 올린다. 고개 너머로 라인은 아레 계곡의 가파른 쪽을 따라 마이링엔까지 세 번째이자 마지막 랙 구간을 내려간다. 이것은 노선에서 가장 가파른 랙 작업 구간이다. 마이링엔역에서 브뤼닉선은 서쪽 끝에서 역으로 들어오고 나가는 기차로 방향을 반대로 한다. 마이링엔-인너트키르헨 철도 (MIB)가 여기로 연결되어 역 동쪽 끝에서 출발한다. 두 노선 사이에 선로가 연결되어 있지만, 전기적으로 호환되지 않아 통과된 열차도 운행되지 않는다.
마이링엔에서 브리엔츠까지 노선은 강의 계곡에 있는 아레강과 가깝다. 브리엔츠역에서 브리엔츠 로트호른 철도의 출발점은 브뤼닉역 옆에 있다. 두 노선은 궤간이 다르며 선로 연결이 되지 않는다. 브리엔츠 너머에 있는 브뤼닉선은 종종 산사태의 영향을 받는 구간에서 브리엔츠 호수의 북쪽 해안을 따라 이어진다. 마지막으로 이 노선은 높은 다리에서 아레강을 가로지르며 호수 운송이 인터라켄에 도달할 수 있도록 하기 위해 건설되었다. 그런 다음 BLS AG 작업에 대한 표준궤 구간을 통과한다. BLS AG와 베르너 오버란트 철도(BOB)와 공유되는 인터라켄 동역에서 종점으로 하강하기 전에. 미터궤이기도 한 BOB와 물리적으로 연결되어 있지만, 다시 노선이 전기적으로 호환되지 않고 통과된 열차도 작동하지 않는다.

### 역
- 루체른
- 루체른 커먼즈/메세
- 크린즈 마텐호프
- 호르브 (Horw)
- 헤르기스빌 마트 (Hergiswil Matt)
- 헤르기스빌 (Hergiswil)
- 알프나흐슈타트 (Alpnachstad)
- 알프나흐 도르프 (Alpnach Dorf)
- 자르넨 (Sarnen)
- 작센
- 에빌 막손
- 기스빌
- 카이저슈투흘 OW
- 룽게른
- 브뤼닉-하슬리베르크
- 마이링엔
- 브리엔츠빌러
- 브리엔츠
- 브리엔츠 서
- 에블리겐
- 오버리드 암 브리엔처제
- 니데리드
- 링겐베르크
- 인터라켄 동역

### 인프라
라인은 미터궤, 랙 및 접착 원리에 따라 작동하며, 리겐바흐 랙하여 브뤼닉 고개에 접근할 때 발생하는 가파른 기울기를 극복하지만, 대부분의 노선은 일반적인 접착 방법으로 운영된다. 이 라인은 15kV,16의 표준 스위스 본선 시스템을 사용하여 전기화된다. +2⁄3Hz AC, 가공선을 통해 전달된다. 라인의 최대 기울기는 랙을 사용하면 12%, 단순 접착을 사용하면 3%이다.
경로는 74km이다. 루체른-슈탄즈-엥겔베르크 노선과 공유되는 루체른과 허기스빌 사이의 구간은 대부분 복선이지만 대부분의 역에서 순환 루프가 있는 단일 선로로 구성된다. 루체른과 Horw 사이의 대부분의 거리에서 이 두 트랙 중 하나는 이중 궤도이므로 표준 게이지 화물 열차가 라인을 따라 산업 지역과 Eichhof 양조장에 도달할 수 있다.
증기 기관차 G 3/4 및 HG 3/3은 랙 섹션에서 전진 방향으로만 작동할 수 있으므로 턴테이블이 필요하다. 마이링엔의 유서 깊은 수동식 턴테이블은 2011년 해체됐다가 2013년 새 위치에 재건됐다. 마찬가지로 기스빌의 유서 깊은 턴테이블은 2013년 역 리뉴얼 과정에서 다른 장소로 이전했다.

### 운행편
이 노선은 전체 노선을 운행하는 인터레기오 열차가 매시간 운행하며 여행에 2시간 미만이 소요된다. 이 경유 열차는 마이링엔과 기스빌 사이의 모든 역에 정차하며, 여기서 유일한 서비스를 제공하지만 인터라켄과 마이링엔 사이, 루체른과 기스빌 사이의 일부 역에서만 제공된다.
통과 열차는 경로의 각 끝에서 지역 열차로 보완된다. 매시간 레기오 열차가 인터라켄과 마이링엔 사이를 운행하며 모든 역에서 정차한다. 루체른과 기스빌 사이에는 루체른 S-반 S5 라인의 열차가 1시간에 2번 정차한다. 헤르기스빌과 루체른 사이의 구간은 루체른– 슈탄즈 –엥겔베르크 라인의 열차와 공유되며, 여기에는 추가 인터레기오 열차가 포함된다.